# Salone Perosi

Perosi e Toscanini, davanti al Salone Perosi in occasione della prima del Mosè (1901).

Il Salone Perosi, a Milano, era un auditorium in cui ebbero luogo le prime mondiali di numerosi oratori di Don Lorenzo Perosi. 

## Storia
Dalla seconda metà del XV secolo, il Salone Perosi era stato la chiesa di Santa Maria della Pace. Alla fine del Ottocento la chiesa era caduta in disuso, e Perosi, alla ricerca di un posto "più ecclesiastico di un teatro e più teatrale di una chiesa", la scelse per l'esecuzione delle sue composizioni di musica sacra. Tra il 1900 e il 1907, molti concerti di musica perosiana ebbero luogo al Salone, inclusa la prima mondiale del Mosè (diretto da Toscanini).
Problemi fiscali costrinsero il Salone alla chiusura. Oggi l'edificio è di nuovo un luogo sacro, avendo ripreso l'antico nome di Santa Maria della Pace.